# Haas F1 Team
Haas Formula LLC, comercialmente Haas F1 Team y actualmente como MoneyGram Haas F1 Team por razones de patrocinio, es un equipo estadounidense de carreras de Fórmula 1 construido por el empresario y copropietario del equipo Stewart-Haas Racing de la NASCAR Sprint Cup Series, Gene Haas, tras tener la propuesta de Guenther Steiner y que fue fundado y aprobada su entrada por la comisión de la FIA y por Bernie Ecclestone en el mes de abril de 2014. El equipo debutó en la temporada 2016.
Haas tiene su sede en Kannapolis, Carolina del Norte, junto a las instalaciones del equipo filial de la NASCAR Cup Series, el Stewart-Haas Racing.

## Historia
Haas F1 Team es el primer constructor estadounidense que entra en la Fórmula 1 desde el fallido proyecto del US F1 de 2010, y el primer equipo de esa nacionalidad que compite tras el fin de la relación Haas Lola (temporadas 1985 y 1986). Con anterioridad, en la década los años 70, compitieron en la Fórmula 1 las escuderías Shadow, Penske y Parnelli.

### Temporada 2016: debut

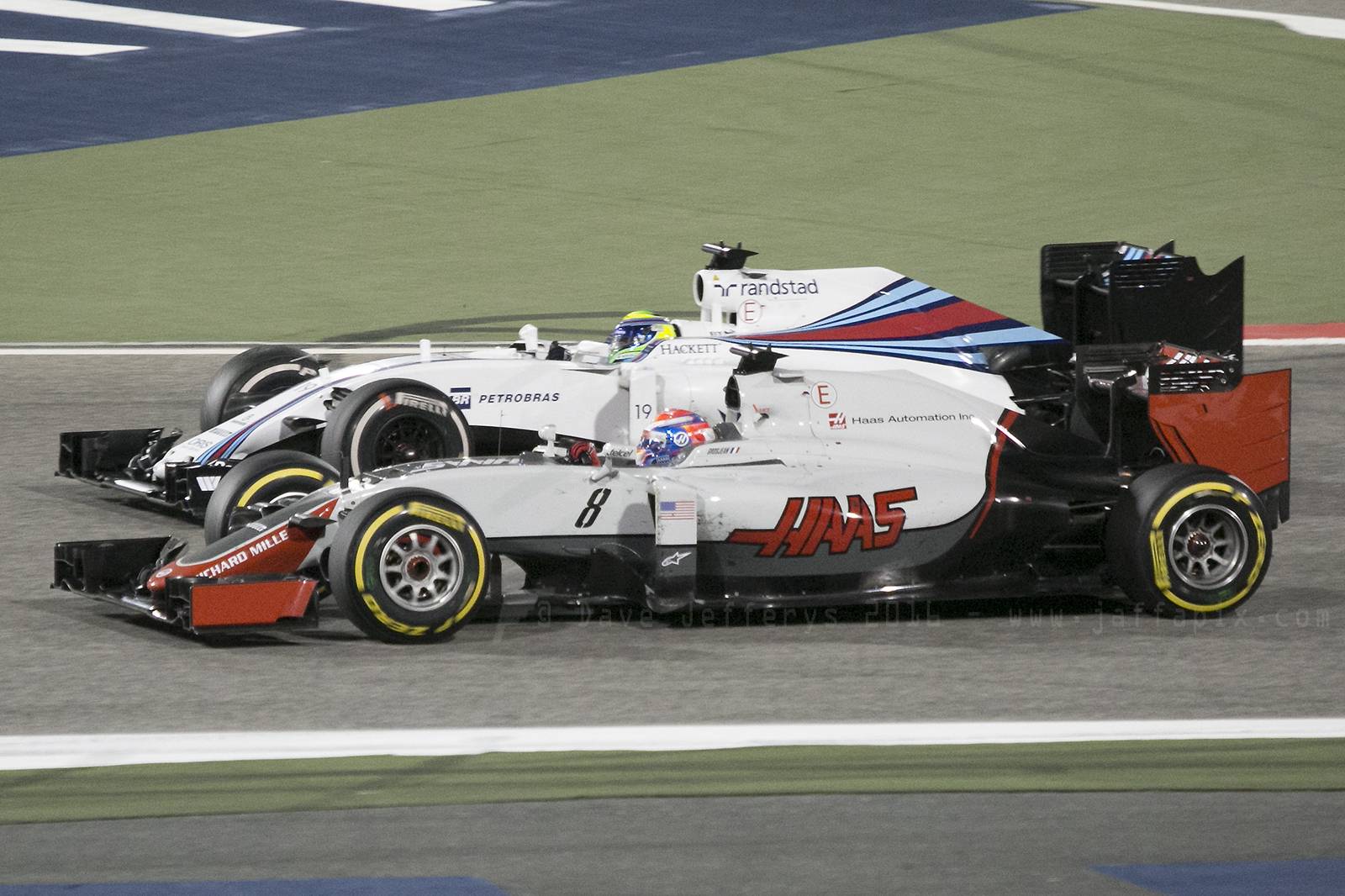
Romain Grosjean con su VF-16, disputando posición con Felipe Massa en el GP de Baréin de 2016.

Para su temporada debut, Haas utilizó un chasis diseñado y construido por el fabricante italiano Dallara y está propulsado por motores Ferrari. El exdirector técnico de Jaguar y Red Bull Racing Guenther Steiner fue el director del equipo.
El 29 de septiembre de 2015, se anuncia la contratación de Romain Grosjean como primer piloto, mientras que el 30 de octubre de 2015, Esteban Gutiérrez es presentado como su compañero de equipo, después de su breve paso como piloto reserva de la escudería Ferrari para la temporada 2015 de Fórmula 1.
Haas sorprendió a muchos al ser el primer equipo en anunciar que había superado el "crash test" de la FIA, lo cual le permite formar parte de los primeros entrenamientos de pretemporada, en Barcelona. Mientras tanto, la presentación del primer monoplaza estadounidense desde 1986 fue para el 21 de febrero.
El equipo tuvo un buen debut gracias a Romain Grosjean, que terminó 6.º en el GP de Australia. En la segunda carrera del equipo, el piloto francés volvió a sorprender al obtener un 5.º puesto tras protagonizar varios adelantamientos en Baréin.

### Temporada 2017: contratación de Kevin Magnussen

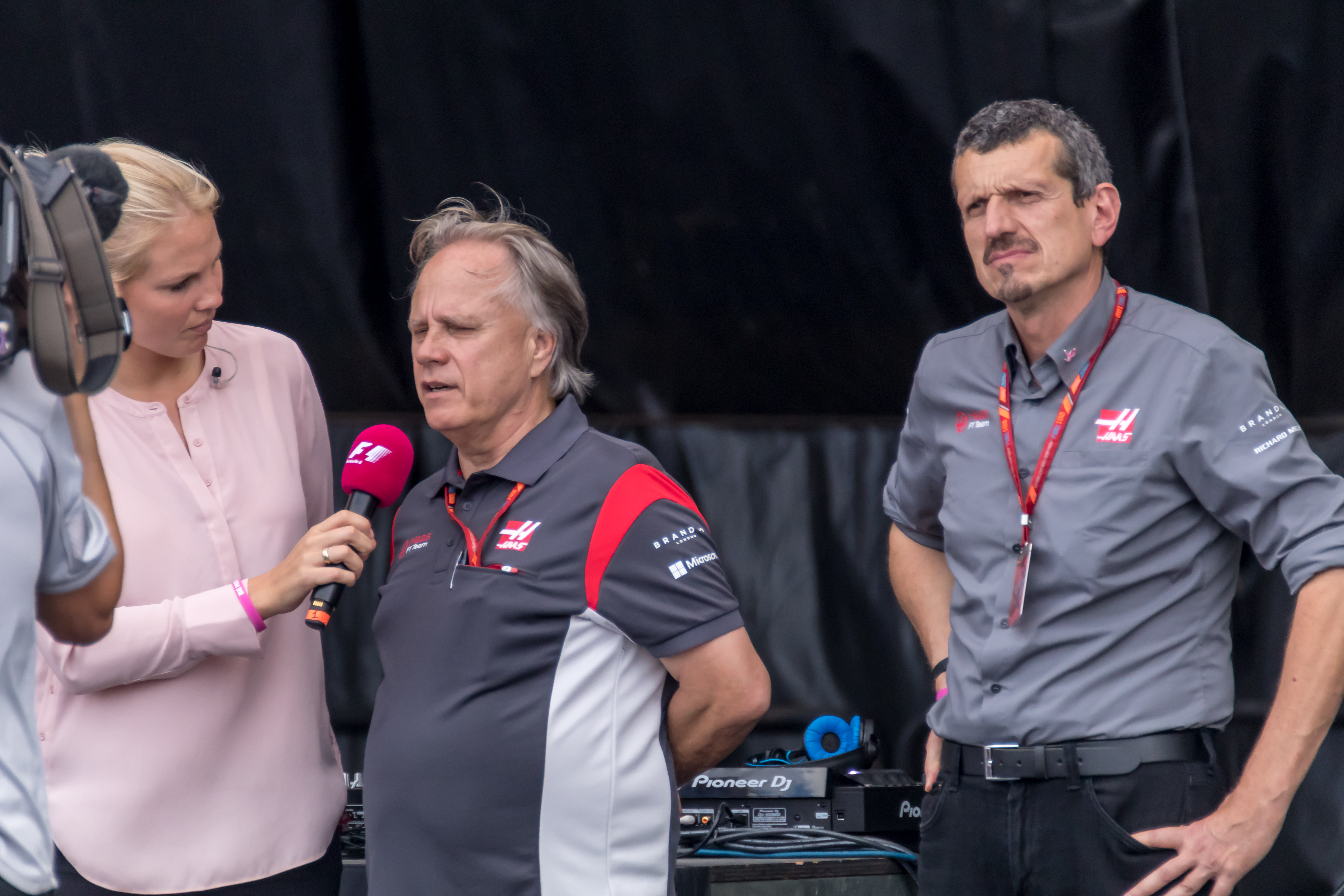
Gene Haas y Guenther Steiner en 2017.

Para su segunda temporada en la F1, Haas anunció la continuidad de Romain Grosjean, y en noviembre de 2016 la contratación de Kevin Magnussen en sustitución de Esteban Gutiérrez.
En la primera carrera de la temporada, Romain Grosjean consiguió la mejor posición en parrilla con un 6.º puesto en la clasificación del Gran Premio de Australia, pero que no serviría de nada después de abandonar el domingo en carrera debido a problemas mecánicos. Por otro lado, su compañero danés corrió la misma suerte a causa de problemas eléctricos en su monoplaza.
Haas F1 Team obtuvo el octavo puesto en el Mundial de Constructores con 47 puntos, 6 por debajo de Toro Rosso y con una amplia diferencia sobre sus perseguidores: McLaren (30 puntos) y Sauber (5 puntos).

### Temporada 2018: mejor temporada hasta el momento
El equipo estadounidense mantuvo su plantilla de pilotos para 2018, como había confirmado a mediados del año anterior.
Durante la pretemporada se acusó que el Haas VF-18, el monoplaza presentado para afrontar el campeonato, era una copia del Ferrari SF70H.
Luego de la quinta carrera del año, Haas-Ferrari se encontraba 6° en el Campeonato de Constructores con 19 puntos, todos ellos conseguidos por el danés Magnussen. En Francia y Austria, el VF-18 sumó 30 puntos, terminando con sus dos pilotos entre los cinco mejores en la carrera del Red Bull Ring, y colocando así al equipo estadounidense en la 5ª posición del torneo. En el Gran Premio de Alemania Romain Grosjean consiguió un 6° puesto mientras que su compañero Kevin Magnussen no pudo puntuar con un 11° puesto cayendo a la 6° posición de constructores a manos de Force India, En Hungría, los 2 pilotos consiguieron puntuar, Magnussen en el séptimo lugar y Grosjean en el décimo, después del abandono de Vandoorne, y recuperaron el quinto lugar en constructores para las vacaciones.
En Spa, nuevamente, terminaron ambos en puntos, y en Monza hizo lo propio el francés, pero posteriormente fue descalificado por técnica. El equipo tomó la decisión de apelar.
Finalmente terminó quinto, con 93 puntos, mientras que Magnussen noveno y Grosjean decimocuarto en el Campeonato de Pilotos.

### Temporada 2019: hundimiento con escándalo publicitario
Previo al inicio de temporada, el equipo estadounidense y la marca de bebidas energéticas Rich Energy, establecieron una relación publicitaria que incluyó el cambio del nombre de la escudería a «Rich Energy Haas F1 Team» y nuevos colores en el monoplaza. Retuvo nuevamente a su plantilla de pilotos.
En el inicio del campeonato, en Australia, Magnussen fue sexto. Volvieron a sumar puntos en España, Mónaco, Alemania y Rusia. Fue en el GP germano el mejor resultados del equipo, consiguiendo un séptimo y un octavo puesto entre ambos pilotos.
En el GP de Italia, el auspiciaste principal Rich Energy anuncia su retirada del equipo alegando entrar en una reestructuración corporativa. En septiembre de 2019 el equipo confirma a Magnussen y Grosjean para la temporada 2020.
Haas finalizó noveno esa temporada, siendo la peor de su historia hasta ese momento. En clasificación eran frecuentes los ingresos a Q3, pero en carrera solían perder ritmo y ser vencidos por otros equipos. El equipo admitió dificultades en la gestión de neumáticos a lo largo de la temporada.

### Temporada 2020: nueva caída de rendimiento
En 2020, el equipo volvió a quedar en el noveno puesto en constructores, pero esta vez solo sumando tres puntos. Pietro Fittipaldi hizo su debut con Haas en el GP de Sakhir remplazando a Grosjean, debido a que el francés había sufrido un accidente en la carrera anterior en el que el VF-20 quedó destruido y él sufrió quemaduras en sus manos. Fittipaldi también compitió el siguiente Gran Premio, el último de la temporada, aunque no sumo puntos. 
Fue la última temporada de Grosjean con la escudería y en la Fórmula 1 .

### Temporada 2021: renovación de pilotos
El piloto ruso Nikita Mazepin y el alemán Mick Schumacher firmaron contrato con el equipo para disputar la temporada 2021. Debido a problemas de rendimiento del monoplaza, no obtuvieron puntos y terminaron últimos en el campeonato de pilotos y constructores.

### Temporada 2022: salida de Nikita Mazepin y mejora
Ambos pilotos renovaron para temporada 2022. Tras el estallido de la invasión rusa a Ucrania el 24 de febrero de 2022, el equipo retiró toda señal de la empresa Uralkali de sus monoplazas y de su estructura durante el último día de los entrenamientos privados de pretemporada en España, dejando de incógnita si el equipo prescindiría definitivamente de la empresa rusa e inclusive de Nikita Mazepin, cuyo padre es uno los dueños de la empresa rusa.
El día 5 de marzo de 2022, Haas anunció por sus redes sociales que rescindía con efecto inmediato su contrato con Nikita Mazepin y con la empresa Uralkali. pero no anunció quien sería el reemplazo del piloto ruso, que finalmente fue confirmado el 9 de marzo con el regreso de Kevin Magnussen con un contrato por más de una temporada.
En esta temporada los resultaros mejoraron, consiguiéndose algunos puntos en varias carreras, casi todos por Magnussen, incluyendo un impresionante 5.º puesto en el GP de Baréin, que abría la temporada. Los primeros puntos de Schumacher llegaron en el GP de Gran Bretaña, donde quedó 8.º y consiguió cuatro puntos. Asimismo, Mick consiguió su mejor resultado (6.º puesto) en el GP de Austria. Momentáneamente Haas se ubica 8.º en constructores, superando a Alpha Tauri y Williams.
En el Gran Premio de São Paulo, Magnussen logró sorpresivamente la pole position para la carrera sprint del día sábado. Siendo esta la primera de su carrera deportiva en Fórmula 1 para el y para el equipo Haas. Magnussen clasificó primero antes de que George Russell se quedara atrapado en la escapatoria de la curva 4, sacando la bandera roja, y con las condiciones empeorando, significo que ningún piloto pudo salir a mejorar sus tiempos.

### Temporada 2023: últimos nuevamente
En 2023 el equipo estadounidense adoptó la nomenclatura de «MoneyGram Haas F1 Team», por cuestiones de patrocinio. MoneyGram fue presentado como patrocinador principal para reemplazar a la empresa rusa Uralkali, empresa que fue retirada unilateralmente tras el inicio de la invasión de Rusia a Ucrania. Haas y MoneyGram firmaron un acuerdo comercial por tres años, el cual incluyó un leve cambio de colores el monoplaza y la de vestimenta de los pilotos y mecánicos.
En tanto a su alineación de pilotos, Haas siguió contando con Magnussen, y fichó al alemán Nico Hülkenberg en sustitución de Schumacher, quien dejó el equipo al finalizar la temporada 2022. Para la temporada 2023, en el Gran Premio de Canadá, en la pista Gilles Villeneuve, octava carrera de dicha temporada, Nico Hulkenberg logró la segunda posición en la pole position, quedando por detrás del actual campeón Max Verstappen, bajo un clima bastante duro, ya que toda la clasificación estuvo bajo lluvia. 

### Temporada 2024: salida de Guenther Steiner y asociación técnica con Toyota
El equipo estadounidense anuncia la marcha de Guenther Steiner como jefe de equipo tras ocho años en el puesto y nombra como sustituto a Ayao Komatsu, que asciende desde el puesto de Director de Ingeniería. Además, Simone Resta deja su cargo como Director Técnico tras finalizar su contrato de préstamo con el equipo.
Se mantuvo la dupla de pilotos. Kevin Magnussen estuvo involucrado en numerosos incidentes en un periodo de 12 meses, lo que le valió una carrera de suspensión en septiembre. El británico Oliver Bearman ocupó su asiento en el GP de Azerbaiyán. Bearman es precisamente uno de los pilotos que conducirá para Haas en la siguiente temporada, junto al francés Esteban Ocon, proveniente de Alpine.
El 10 de octubre, el equipo estadounidense anunciaría una alianza técnica con Toyota Gazoo Racing, la división deportiva del fabricante japonés. Toyota proporcionará «servicios de diseño, técnicos y de fabricación a la escudería», mientras que Haas, «ofrecerá experiencia técnica y beneficios comerciales a cambio».

## Monoplazas
La siguiente galería muestra los diferentes modelos utilizados por Haas en Fórmula 1.
|                   |
| Haas VF-16 (2016) |

|                   |
| Haas VF-17 (2017) |

|                   |
| Haas VF-18 (2018) |

|                   |
| Haas VF-19 (2019) |

|                   |
| Haas VF-20 (2020) |

|                   |
| Haas VF-21 (2021) |

|                   |
| Haas VF-22 (2022) |

|                   |
| Haas VF-23 (2023) |

|                   |
| Haas VF-24 (2024) |

## Programa de desarrollo
Desde la fundación del equipo, varios pilotos fueron afiliados de Haas.

### Lista de pilotos

#### Miembros
| Pilotos           | Desde | Categoría reciente                                                            |
| ----------------- | ----- | ----------------------------------------------------------------------------- |
| Pietro Fittipaldi | 2019- | IMSA SportsCar Championship IndyCar Series                                    |
| Chloe Chambers    | 2024- | F1 Academy Porsche Sprint Challenge North America IMSA Ford Mustang Challenge |

#### Exmiembros
| Piloto           | Años      | Categorías                                                                                   |
| ---------------- | --------- | -------------------------------------------------------------------------------------------- |
| Santino Ferrucci | 2016-2018 | GP3 Series (2016-2017) Campeonato de Fórmula 2 de la FIA (2017-2018)                         |
| Arjun Maini      | 2017-2018 | GP3 Series (2017) Campeonato de Fórmula 2 de la FIA (2018)                                   |
| Louis Delétraz   | 2018-2020 | Campeonato de Fórmula 2 de la FIA (2018-2020) GT World Challenge Europe Endurance Cup (2020) |

## Resultados

### Pilotos
| Pilotos           | Carreras | Victorias | Poles | VR | Podios | Puntos | Títulos |
| ----------------- | -------- | --------- | ----- | -- | ------ | ------ | ------- |
| Kevin Magnussen   | 145      | 0         | 1     | 2  | 0      | 121    | 0       |
| Romain Grosjean   | 96       | 0         | 0     | 0  | 0      | 104    | 0       |
| Nico Hülkenberg   | 44       | 0         | 0     | 0  | 0      | 50     | 0       |
| Mick Schumacher   | 43       | 0         | 0     | 0  | 0      | 12     | 0       |
| Esteban Gutiérrez | 21       | 0         | 0     | 0  | 0      | 0      | 0       |
| Nikita Mazepin    | 21       | 0         | 0     | 0  | 0      | 0      | 0       |
| Oliver Bearman    | 13       | 0         | 0     | 0  | 0      | 8      | 0       |
| Esteban Ocon      | 11       | 0         | 0     | 0  | 0      | 20     | 0       |
| Pietro Fittipaldi | 2        | 0         | 0     | 0  | 0      | 0      | 0       |
| Fuente:           |          |           |       |    |        |        |         |

- Negrita indica pilotos actuales.